# Telecomunicações de Timor-Leste
| Telecomunicações da República Democrâtica de Timor-Leste | Telecomunicações da República Democrâtica de Timor-Leste |
| -------------------------------------------------------- | -------------------------------------------------------- |
|                                                          |                                                          |
|                                                          |                                                          |
| Linhas fixas (2006):                                     | 3,000                                                    |
| Número de usuários de móveis (2007):                     | 103,000                                                  |
| TLD:                                                     | .tl                                                      |
| Código telefónico:                                       | +670                                                     |

## Telefones
Depois da retirada da Indonésia de Timor-Leste em 1999, a infraestrutura de telecomunicações foi destruída no meio da violência do conflito, e depois a Telkom Indonesia deixou de ofertar os serviços no pais. A União Internacional de Telecomunicações designou o número 670 como o novo número para ligar ao pais, mais o aceso internacional sempre foi muito limitado. Um fator que complicou a situação foi que o número 670 foi usado com anterioridade pelas Ilhas Marianas do Norte, mas agora as ilhas tem assinalado o número 1 como parte do North American Numbering Plan. As chamadas podem ter um custo elevado, por exemplo: Telstra, a companhia australiana de telecomunicações, elevou o custo das chamadas para Timor-Leste de 97 centavos em 2003, para A$3.00 por minuto. No Reino Unido, o padrão é de quase £2 pelo minuto de chamada. 
A companhia Telstra expandiu seu sinal celular no Timor-Leste no ano 2000, e prestou serviços até 2003, quando a Timor Telecom, da qual Portugal Telecom é proprietária do 50,1% das ações, começou a prestar serviços de linha fixa e de telefones móveis. Até recentemente, a rede telefónica fixa estava disponível só para a cidade de Díli, mas a companhia começou a expandir a sua rede por todo o país, especialmente para cada capital distrital.
De acordo com informações apresentadas pela Portugal Telecom, o número total de telefones fixos é de 3,000 e de telefones móveis, 103,000 (em Junho do 2008). Não existe serviço ADSL.
A Portugal Telecom firmou um contrato de 15 anos no 2002, para garantir um investimento de US$ 29 milhões para operar e ampliar a rede telefónica do pais, com a possibilidade de expandir o acordo 10 anos mais, para completar 25 anos de monopólio. Os ingressos da companhia em Timor-Leste chegaram a € 10.5 milhões no ano 2003.
Todo o serviço de voz e dados são transmitidas pela Intelsat, usando uma ligação de satélite, o qual tem um link em Portugal.
No primeiro semestre de 2014, no processo de fusão entre a brasileira Oi e a Portugal Telecom, no âmbito da operação de capitalização, a Oi captou no mercado cerca de R$ 8,25 bilhões em dinheiro - com o aporte dos atuais acionistas da Oi, como BNDES e os fundos de pensão, além de novos investidores internacionais - e recebeu R$ 5,71 bilhões em ativos da PT (incluindo ativos da empresa na África e na Ásia). Ao todo, a capitalização da Oi somou R$ 13,96 bilhões.
Em maio de 2023, a Oi vendeu a participação majoritária que detinha na Timor Telecom, operadora de telecomunicações do Timor-Leste por US$ 21,1 milhões para o governo timorense. O controle da Timor Telecom era exercidos pelas empresasː TPT, que possuía 54,01% das ações da companhia, e PT Participações, com 3,05%. Ambas são controladas (TPT) ou pertencem integralmente (PT) à Oi. Com a venda, o Estado do Timor-Leste ampliou sua fatia sobre a empresa de 20,59% para 77,65%.

### Sistema doméstico
O sistema telefônico nacional sofreu danos significativos durante a violência associada com a independência timorense. Como resultado, são extremamente limitados os serviços de telefonia fixa e móvel celular e os serviços de cobertura é limitado principalmente para as áreas urbanas.

#### Sistema dos telefones móveis
A Timor Telecom oferece serviços de telefonia móvel GSM que cobre 69,5% da população, 100% dos distritos e 57% dos subdistritos.

### Sistema Internacional
O serviço internacional está disponível em grandes centros urbanos, mas não em muitos lugares do interior.

## Rádio
Há pelo menos 21 estações de rádio em Timor Leste. A principal estação é a Rádio de Timor-Leste, com a sua radiodifusão em Tétum, Português e Indonésio. Existem outras estações de rádio, as que incluem Kmanek Rádio e Rádio Falintil, e Rádio Renascença, embora existam também retransmissões FM da RDP Internacional de Portugal, da Radio Australia e do BBC World Service. Também existem estações de rádio comunitária transmitidas para todo o país, em línguas regionais como Tokodede e Fataluku.

## Televisão
Timor-Leste tem uma emissora pública nacional, Televisão de Timor-Leste (Televizaun Timor Lorosae, em tétum), que transmite programação local em Tétum e em Português, além das transmissões da RTP Internacional. Em Maio de 2007, a televisão RTTL e serviços de rádio tornaram-se disponíveis via satélite, usando um transponder alugado a Telkom Indonésia.. Em fevereiro de 2009, a TVTL começou a exibição de programas da TV Globo do Brasil .

## Internet
O código de país do Internet para o Timor Leste é atualmente .tl. O código anterior do país foi o .tp ("Timor Português"), quando o país alcançou a sua independência no 20 de Maio de 2002. Timor-Leste tem cerca de 1.200 utilizadores da Internet (2006) e 285 servidores de Internet (2008). A grande maioria dos usuários usam dial-up em vez de ADSL, enquanto de apenas 50 companhias, nenhuma oferecem serviços de ADSL.

### Internet Service Providers (ISPs)
Timor Telecom é um provedor próprio, juntamente com um provedor de jusante, iNet. Este último só oferece serviços na capital, Díli. Two-way Internet via satélite é, em teoria disponível, já que o país está nas pegadas de Austrália e de Ásia de vários satélites que oferecem este serviço, mas na prática essas licenças não são concedidas para a utilização de serviços que não sejam para a Timor Telecom. Como tal, os serviços de Internet são restritos a locais com infraestrutura de telefonia fixa ou linha dedicada. Acesso à internet com WiMAX e GPRS não estão disponíveis.

### Voz sobre IP (VoIP)
A Timor Telecom tem procurado bloquear alguns serviços de Voz sobre IP na sua rede, como o Skype. Como resultado disso, alguns serviços não podem funcionar.

## Ligações Externas
- Timor Telecom
- iNet
- Timor-Leste Network Information Center
- Radio e Televisão de Timor Leste